# Дуб кам'яний
Дуб кам'яний (Quercus ilex) — вічнозелений вид роду дуб (Quercus) родини букові (Fagaceae). У природних умовах зростає в Середземномор'ї (південь Європи й Туреччина). Входить до секції білих дубів. Інтродукований у Великій Британії, Кіпрі, Криму, Новій Зеландії.
Видовий епітет лат. ilex отримав завдяки подібності форми листка до листка падуба звичайного (Ilex aquifolium).

## Ботанічний опис
Це вічнозелене середньої висоти дерево з гладкою темно-сірою корою; досягає висоти в 20-25 (27) метрів, формуючи яйцеподібну або шатроподібну крону.
Бруньки дрібні, овальні, з густо запушеними лусками. Пагони повстисті від густого сіруватого запушення.
Черешки густо запушені, 0,5-1,5 см завдовжки. Листя різне за формою, еліптичне, овальне, вузькоовальне або широколанцетне, щільне, шкірясте, зверху блискучо-зелене, зовсім або майже зовсім голе, знизу сірувате і покрите густим пушком, в основі заокруглене, цілокрає або з небагатьма гострими зубцями, що робить його колючим, 2,5-7,5 см завдовжки, 1-3 (4) см шириною, на нижніх гілках молодих дерев може сягати 10 см завдовжки. Старе листя опадає через рік-два після появи нового.
Маточкові квіти і жолуді по 1-3 на коротких плодоніжках або майже сидячі.
Жолуді 2-3,5 см завдовжки; плюска до 1⁄2 — 1⁄3 довжини оточує жолудь, луски її вузьколанцетні, майже плоскі, покриті густим, коротким запушенням. Цвіте навесні, жолуді достигають через 6 місяців.

## Біологія
Це однодомна рослина. Росте в чистих або змішаних лісах у відносно посушливих кліматичних умовах і часто при низьких або помірних висотах (на Апеннінах до 1500 м над рівнем моря). Цвітіння триває з квітня по травень. Запилення відбувається комахами. Жолуді розповсюджуються багатьма тваринами (напр. вивірками, сойками). Тривалість життя до 200, іноді навіть до 2000 років.
Дуб росте вкрай повільно. Коли жолуді висіваються, то легко проростають протягом кількох місяців, але молодим дубам потрібно зазвичай кілька років, навіть десятиліття, щоб досягти 1 м у висоту.

## Поширення і застосування

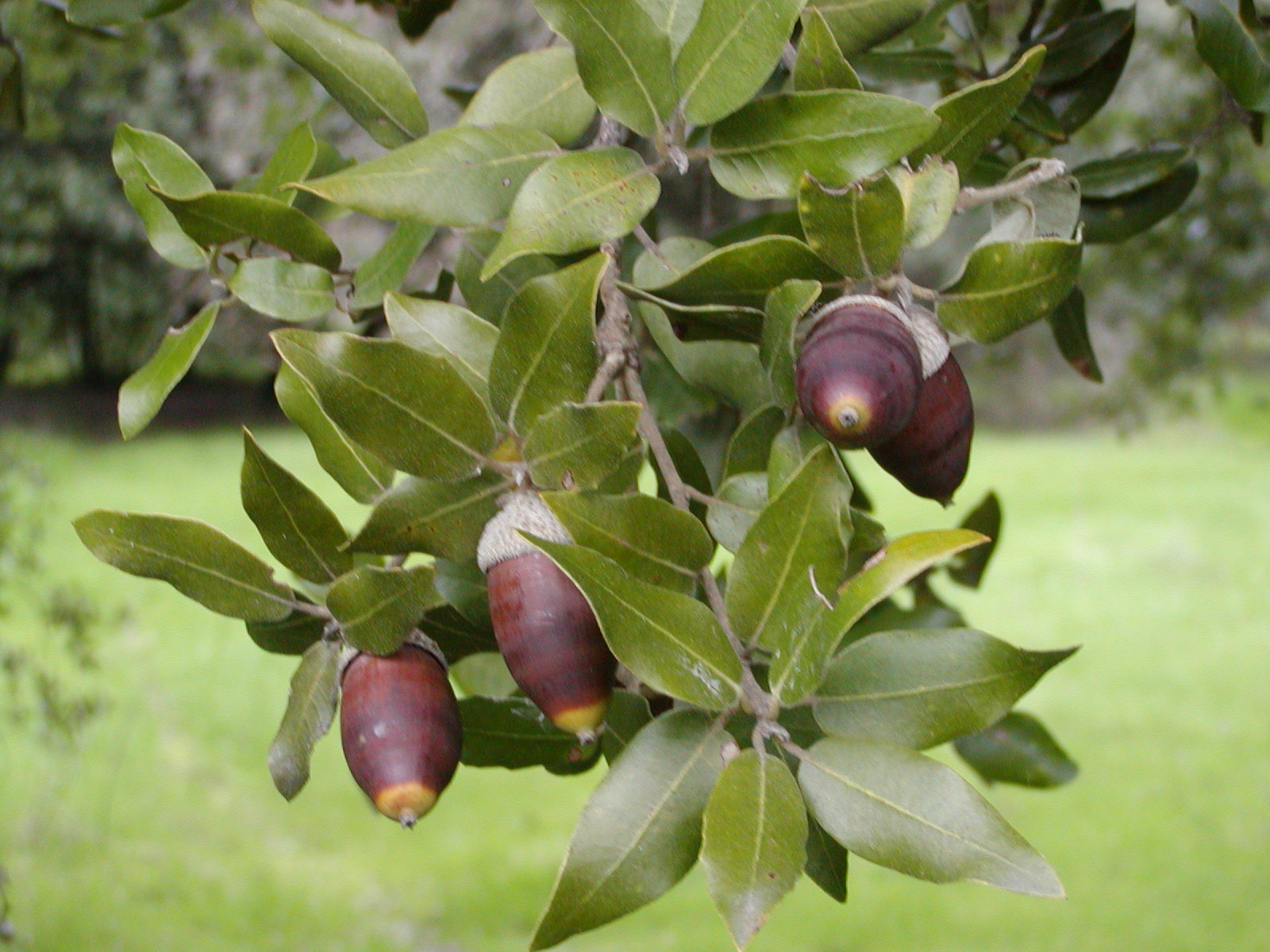
Жолуді

У корі міститься 7,25 % дубильних речовин.
Деревина тверда, щільна і важка (питома вага 1,04). Використовується з давнини для виробництва ужиткових предметів: стовпів, інструментів, візків, посуду і винних бочок, для підводних споруд. Особливо цінується деревина коренів для столярних виробів.
Широко використовувався при виробництві деревного вугілля.
Жолуді їстівні (з них роблять борошно). Крім того, ними годуються домашні свині. Зварені у воді, жолуді можуть також використовуватися як дезинфікуючий засіб.
Дерева можна підстригати, формуючи  живоплоти, а також використовувати в захисних лісосмугах там, де ґрунти занадто сухі для інших дерев. У континентальній Європі цей дуб в культурі не росте, бо не витримує суворих зим. Введений у культуру в Південній Європі і по  Атлантичному узбережжю Європи аж до Південної Англії з XVI століття. В Україні у Нікітському ботанічному саду є старі екземпляри цього виду дуба висотою до 16-18 м. Зустрічається в парках Південного Криму і  Чорноморського узбережжя. У Сухумі є екземпляри, які досягли у віці 40-45 років 22-25 м заввишки при діаметрі стовбура 60 см. Посухостійкий, найбільш морозостійкий з усіх вічнозелених дубів, його перевагами є декоративність і швидке зростання. У Середземномор'ї наявний від Португалії до Туреччини (на узбережжях Егейського і Чорного морів) і в Африці від Марокко до Тунісу.

## Морфологія
Дерево до 27 м або чагарник з яйцеподібною або округлою кроною. Кора не коркова, важка, товста, тріщинувата, чорнувата. Листки шкірясті вічнозелені. Старе листя опадає через 1-2 роки після того, як нове листя з'являються. Листя темно-зелене зверху і світло-білувато-сіре з густими короткими волосками знизу. Форма листя варіює в залежності від віку та умов зростання. Дорослі листки цільні, 4-8 сантиметрів у довжину і 1-3 см в ширину на молодих деревах часто більші, до 10 см в довжину і є зубчастими або дещо колючими. Чоловічі сережки 3-8 см, волохаті або повстисті. Яскраві зелені жолуді (після дозрівання чорно-бурі) до 2 см завдовжки.

## Використання
Меблі виготовляють з твердої деревини, хоча вона важка в обробці. З дуба хороші дрова, навіть у ще не висушеному стані. Має велике значення для стабілізації піщаних дюн на французькому Атлантичному узбережжі. У Марокко деякі зі змішаних лісів кам'яного дуба є місцем існування рідкісного примата, лісової макаки (Macaca sylvanus).
Через відсутність таніну у жолудях, їх можна їсти сирими або вареними; вони можуть бути солодкими або гіркими. З насіння виготовляють сурогат кави. З кори отримують танін. Використовують у традиційному свинарстві на Піренейському півострові. Відгодовування жолудями іберійських свиней формує свій смак, колір та консистенцію м'яса іберійської шинки.

## Екологія
- Південна Європа: Албанія, Боснія і Герцеговина, Хорватія, Греція (включаючи Крит), Італія (включаючи Сицилію і Сардинію), Мальта, Чорногорія, Словенія, Франція (включаючи Корсику), Португалія, Іспанія і Балеарські острови;
- Західна Азія: Туреччина;
- Північна Африка: Алжир, Лівія, Марокко, Туніс.
- Україна: Південне узбережжя Криму

Характерне для середземноморського узбережжя дерево, росте до висоти 1000—1200 м над рівнем моря, утворюючи ліс або характерне південне рідколісся.
Дуб кам'яний — один з трьох видів дубів, у симбіозі з якими росте трюфель.

## Хвороби та шкідники

### Патогенні гриби
На дубі кам'яному паразитує сумчастий гриб Taphrina kruchii, що викликає появу «відьминих мітел».

## Галерея

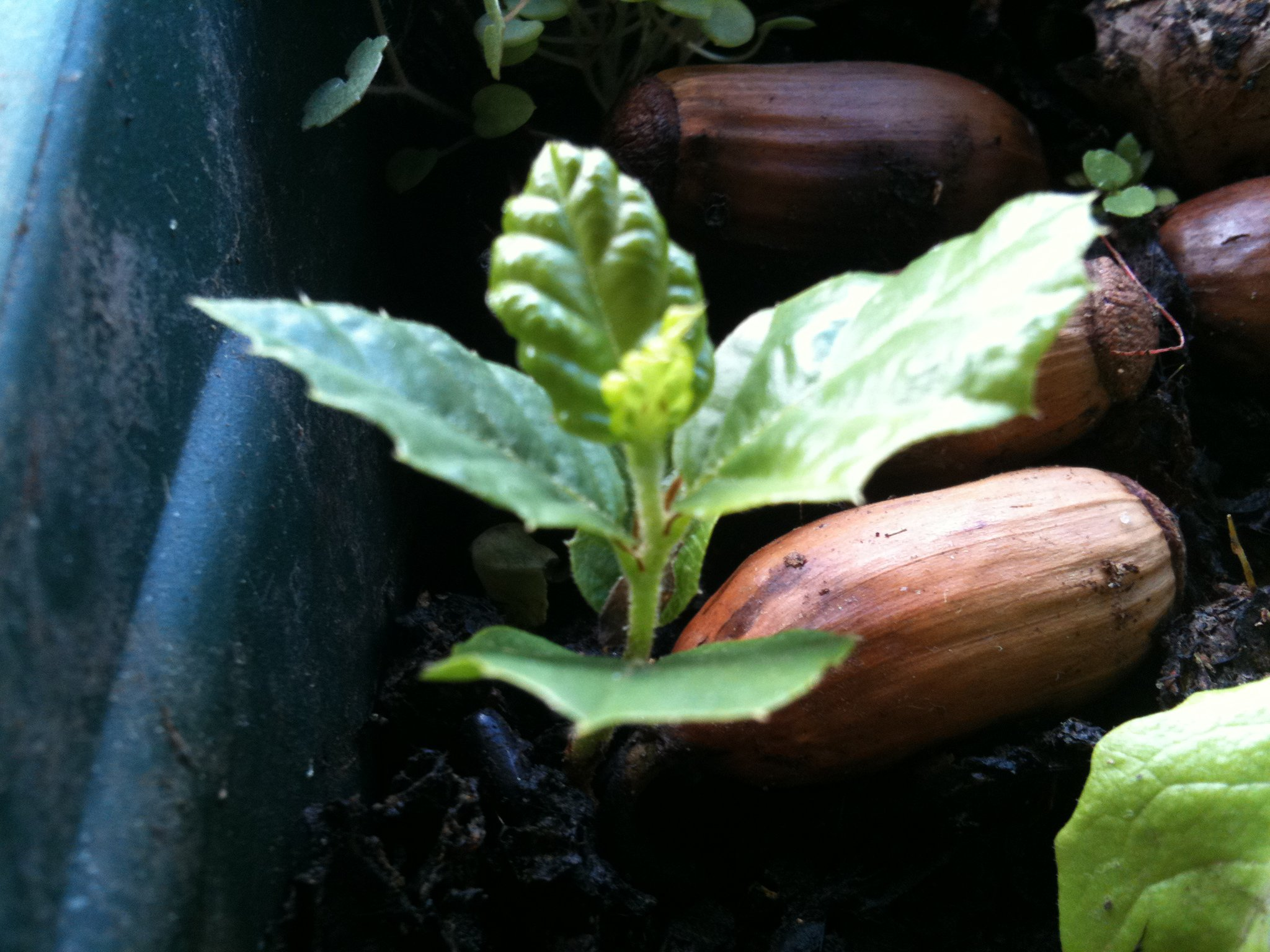
Проростання з плоду
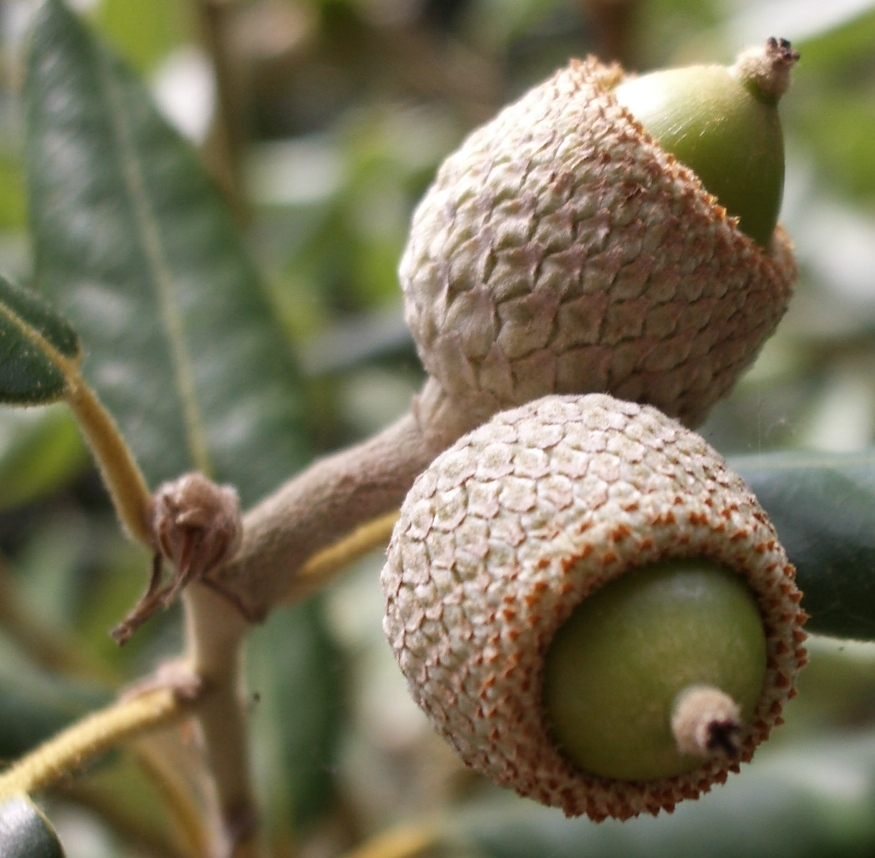
Плоди
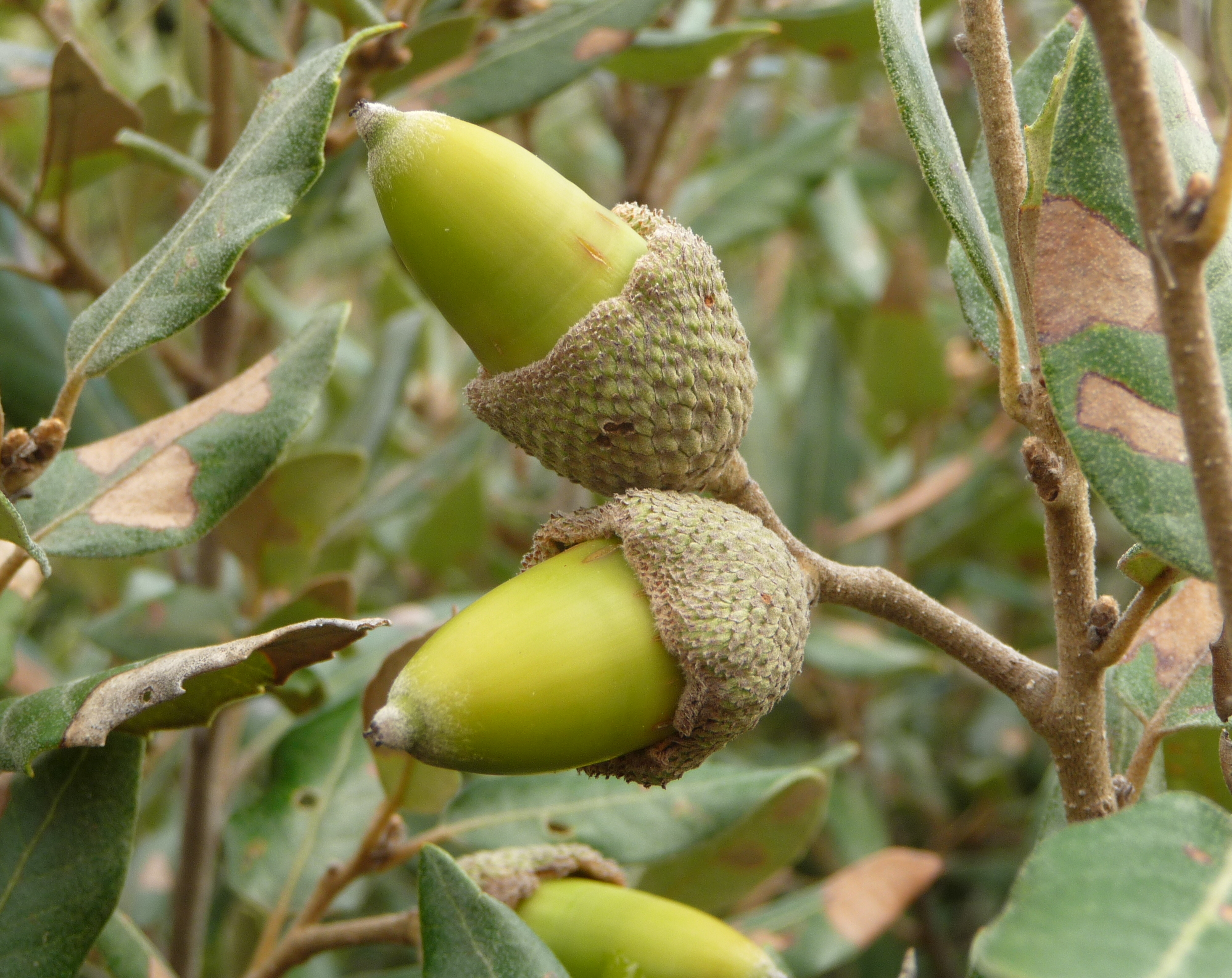
Жолуді та листя
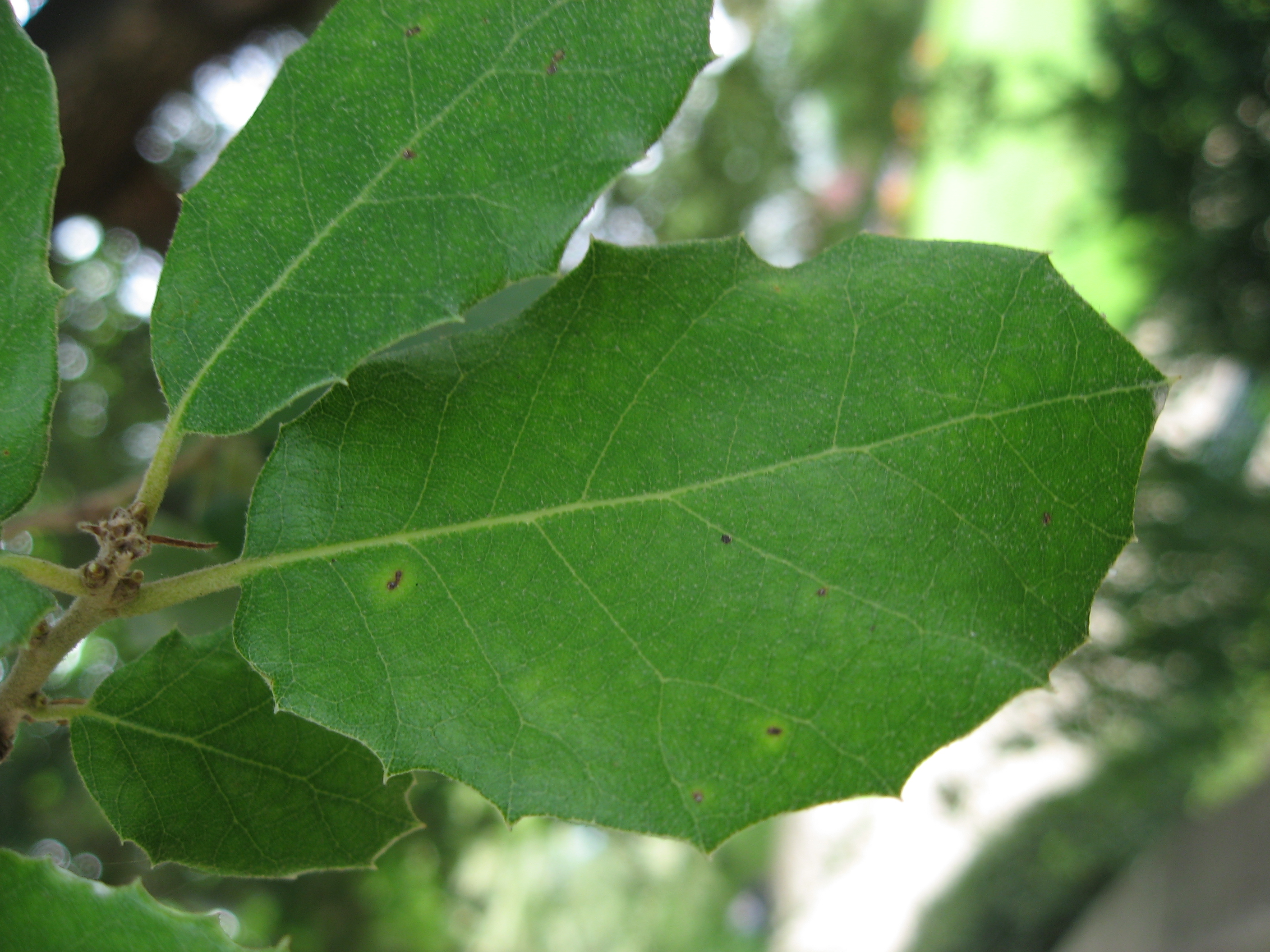
Листки
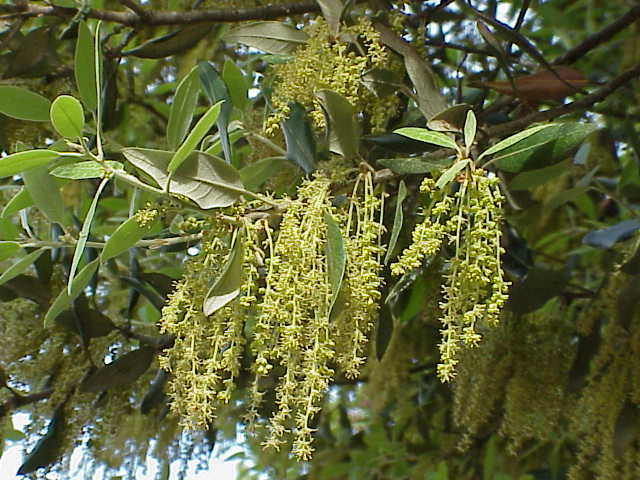
Листя і сережки навесні
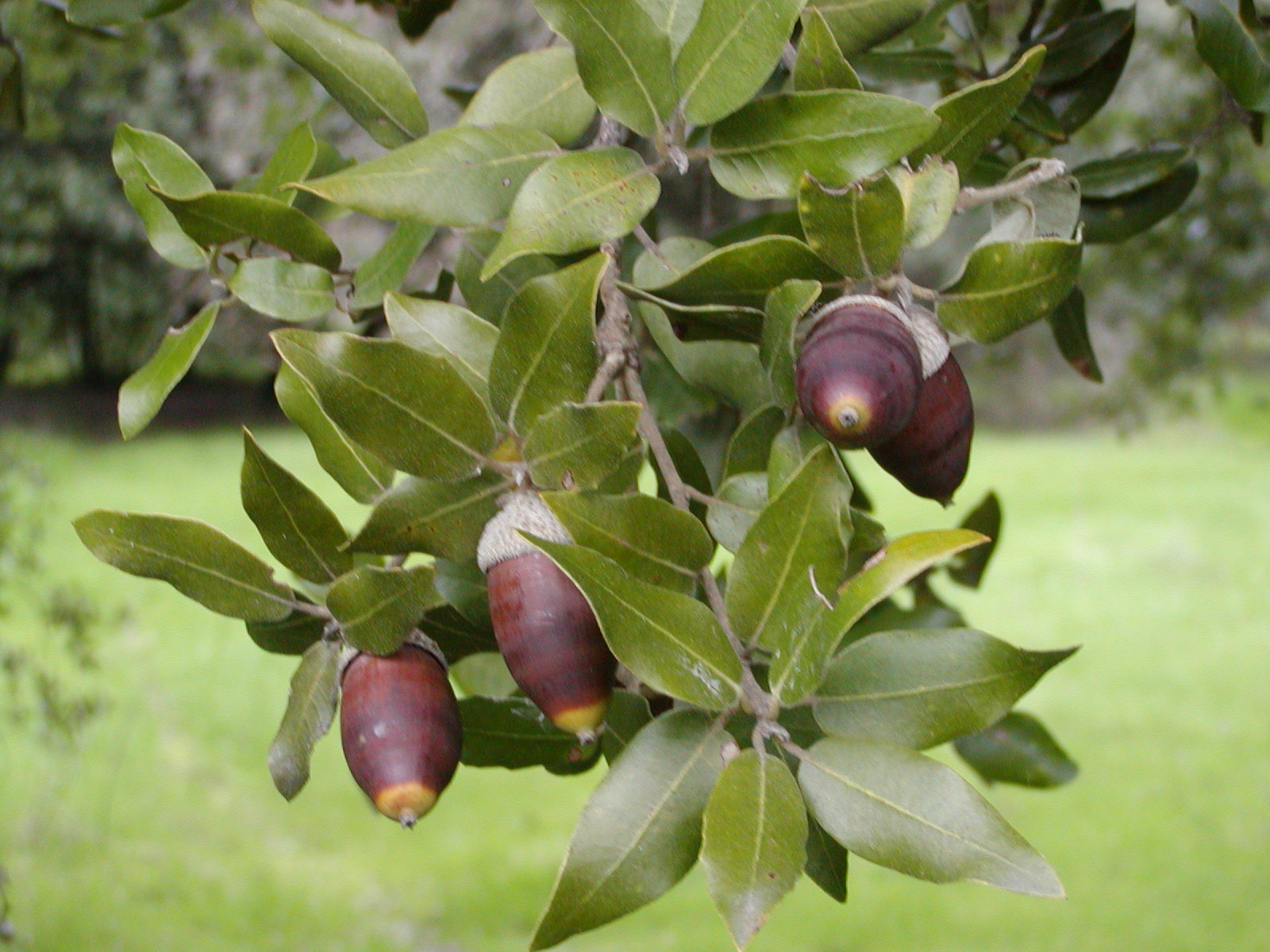
Зрілі жолуді на дереві в Корсиці
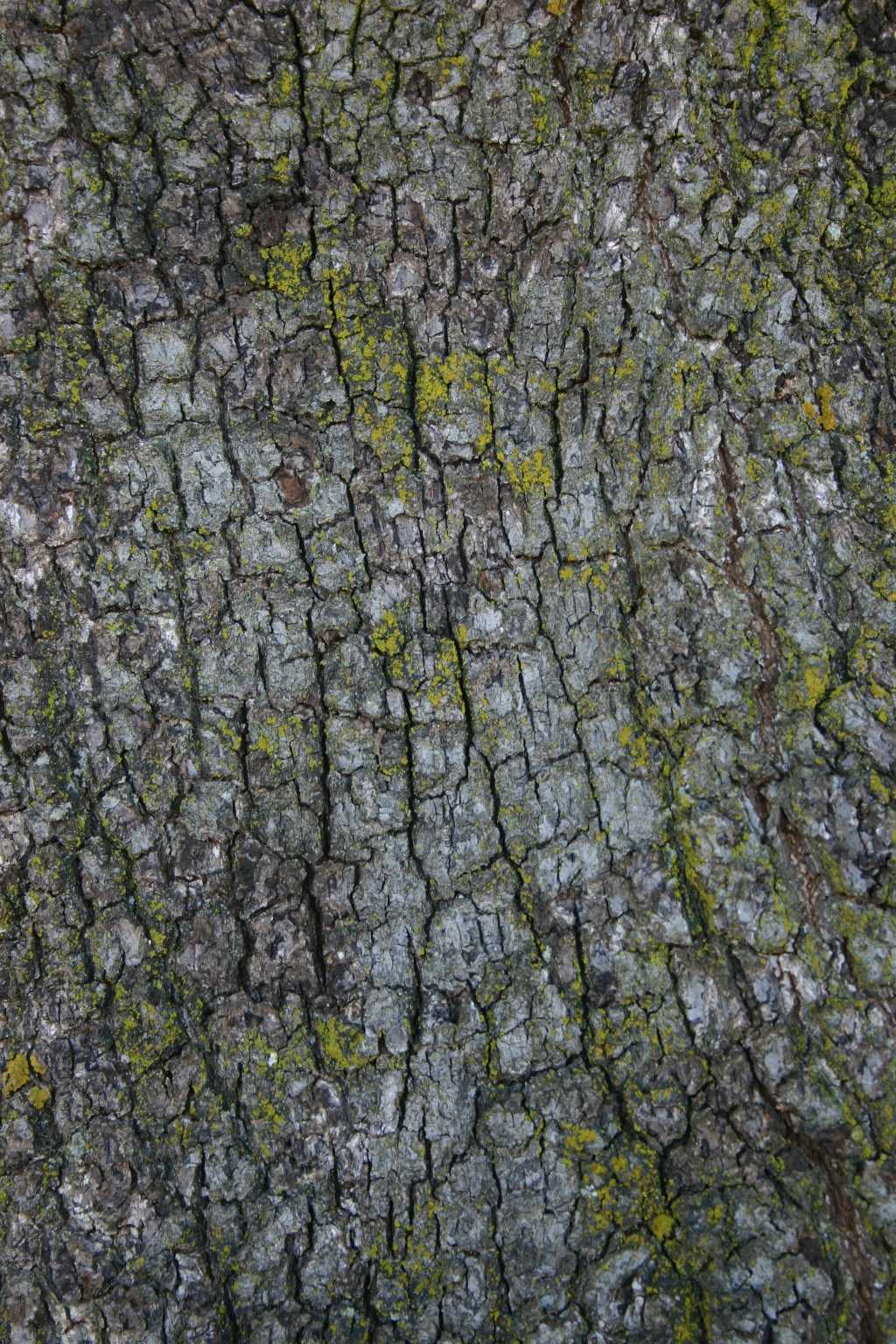
Кора
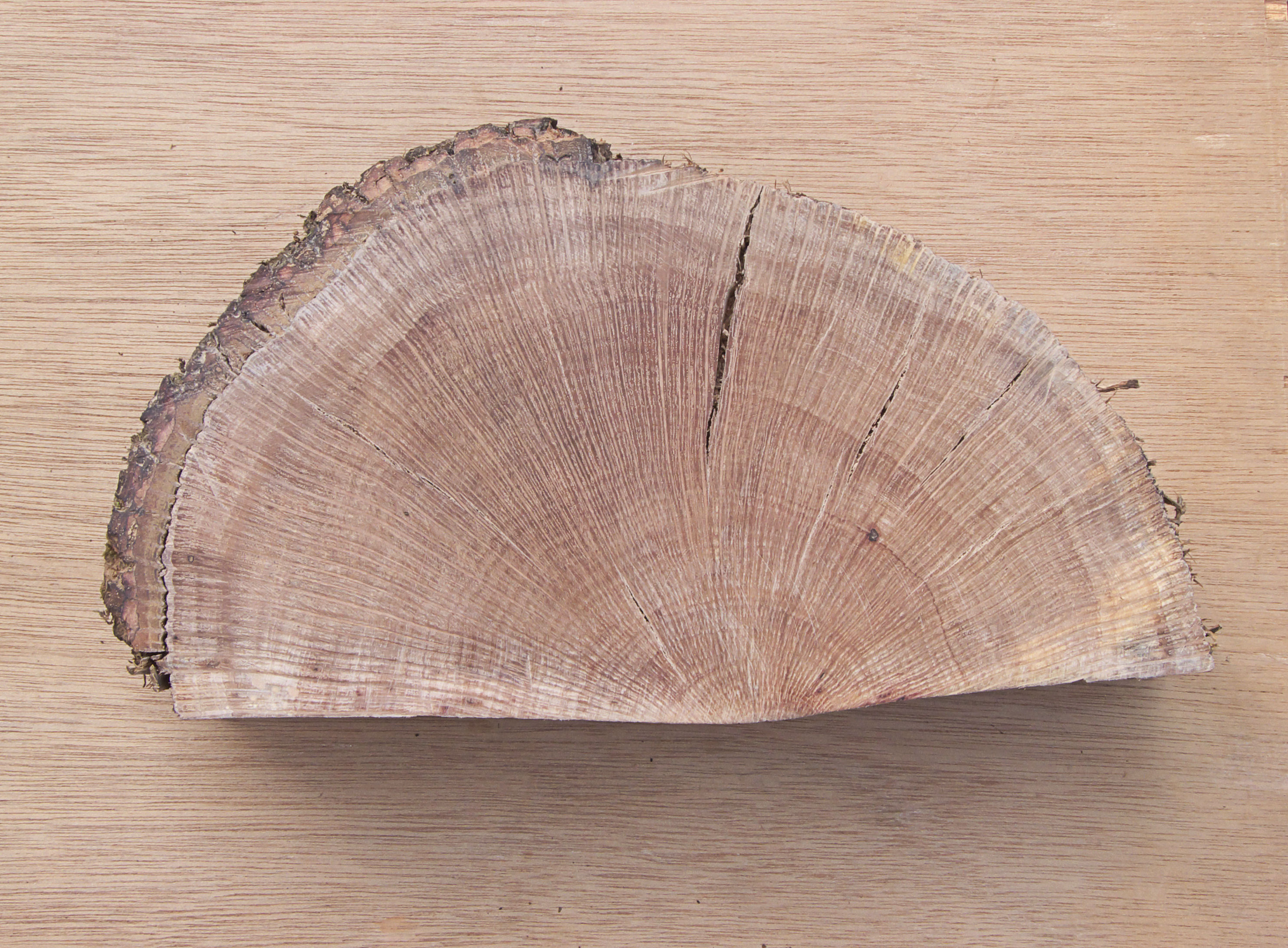
Зріз деревини